# Nathan Opoku
Nathaniel Opoku (Accra, 22 luglio 2001) è un calciatore ghanese, attaccante del Leicester City.

## Carriera
Opoku ha iniziato a giocare a calcio in Ghana con la FDM Field Masters, per poi trasferirsi negli Stati Uniti dove ha frequentato il Lindsey Wilson College nel Kentucky. Nel periodo universitario, oltre che con la squadra locale, ha giocato anche nel Syracuse Orange con cui ha vinto il campionato NCAA e nel Ventura C.F. in USL League Two con cui ha vinto il campionato nel 2022.
Il 31 gennaio 2023, dopo aver rinunciato all'opportunità di partecipare al Draft MLS come una delle prime scelte, è stato acquistato dal Leicester City e girato in prestito all'OH Lovanio. Ha giocato il suo primo incontro professionistico il 26 febbraio contro l'Anversa ed l'8 aprile ha segnato il suo primo gol nel successo per 4-1 sul Malines. Il 1º luglio il prestito è stato esteso anche per la stagione 2023-2024.

## Statistiche

### Presenze e reti nei club
Statistiche aggiornate al 17 marzo 2024.
| Stagione        | Squadra         | Campionato      | Campionato | Campionato | Coppe nazionali | Coppe nazionali | Coppe nazionali | Coppe continentali | Coppe continentali | Coppe continentali | Altre coppe | Altre coppe | Altre coppe | Totale | Totale | Totale |
| Stagione        | Squadra         | Comp            | Pres       | Reti       | Comp            | Pres            | Reti            | Comp               | Pres               | Reti               | Comp        | Pres        | Reti        | Pres   | Reti   |        |
| --------------- | --------------- | --------------- | ---------- | ---------- | --------------- | --------------- | --------------- | ------------------ | ------------------ | ------------------ | ----------- | ----------- | ----------- | ------ | ------ | ------ |
| 2022-2023       | OH Lovanio      | D1              | 7          | 3          | CB              | 0               | 0               |                    | -                  | -                  |             | -           | -           | 7      | 3      |        |
| 2023-2024       | OH Lovanio      | D1              | 18         | 1          | CB              | 1               | 0               |                    | -                  | -                  |             | -           | -           | 19     | 1      |        |
| Totale carriera | Totale carriera | Totale carriera | 25         | 4          |                 | 1               | 0               |                    | -                  | -                  |             | -           | -           | 26     | 4      |        |